# Dreams Through Wind
Dreams Through Wind er en dansk dokumentarfilm fra 2006 med instruktion og manuskript af Rene Odgaard.

## Handling
En dokumentarfilm om bandet Lampshade og deres op- og nedture.